# Плешивица (община Жужемберк)
Вижте пояснителната страница за други значения на Плешивица.
Плешивица (на словенски: Plešivica) е село в Словения, регион Югоизточна Словения, община Жужемберк. Според Националната статистическа служба на Република Словения през 2015 г. селото има 28 жители.